# Eupithecia purpurissata
Eupithecia purpurissata är en fjärilsart som beskrevs av Grossbeck 1908. Eupithecia purpurissata ingår i släktet Eupithecia och familjen mätare. Inga underarter finns listade i Catalogue of Life.